# Větrný mlýn (Arnoltice)
Větrný mlýn holandského typu se nachází na jihozápadním okraji Arnoltic uprostřed vesnické zástavby. V roce 1966 byl zapsán do Ústředního seznamu kulturních památek České republiky.

## Historie
Větrný mlýn byl postaven v roce 1830 a podle údajů ve stabilním katastru měl jedno složení a jednu obsluhu. V roce 1877, po ukončení činnosti, byl přestavěn na obytné stavení. Po ukončení druhé světové války a odsunu německých obyvatel opuštěná budova chátrala. Na přelomu šedesátých a sedmdesátých let přešla ruina do soukromých rukou a byla rekonstruována na soukromý rekreační objekt.

## Popis
Větrný mlýn tvoří deseti metrová konická třípodlažní válcová stavba z přesně opracovaných pískovcových kvádrů. Kruhový půdorys má průměr sedm metrů. Zdi jsou u paty stavby jeden metr silné, ve vrcholu šedesát centimetrů. Vnitřní průměr je šest metrů. Věž je zakončena dva metry vysokou střechou se čtyřmi vikýři.